# För hennes skull
För hennes skull är en svensk komedifilm från 1930 i regi av Paul Merzbach. Den var den första svenska ljudfilmen (talfilm) som helt och hållet spelades in i Sverige. I huvudrollerna ses Gösta Ekman och Inga Tidblad.

## Handling
Det unga paret Sigvard Löfgren och hans hustru Isabella eftersöks ständigt av olika företag där de handlat på räkning. Sigvard är en fotbollstokig handelsresande och Isabella arbetar som sekreterare på en teateragentur som söker artister till en revy. 
Gunnar Lanner, son till en pälshandlare och som själv målar modedockor ska gå upp på teaterbyrån och försöka kräva Isabella på pengar för pälsen som hon inte har gjort några avbetalningar på flera månader. 
När Gunnar anmäler sig i luckan hos Isabella tror hon att han är platssökande, han får ett nummer och ropas in till teaterdirektören. 
Där inne ber man honom sjunga och lite förvånat så sjunger han "Isabell" och sedan vill han ha pengarna för pälsen som Isabella är skyldig honom. 
När teaterdirektören för höra historien tycker han att det hela är lustigt och charmigt och vill göra en sketch av det hela. Gunnar Lanner debuterar nu på scenen spelandes sig själv och gör succé. Samtidigt dras Gunnar och Isabella allt mer till varandra. 

## Om filmen
Filmen premiärvisades 11 augusti 1930 på biografen Palladium i Stockholm. Filmen spelades in i Filmstaden Råsunda med exteriörer från Centralstationen och Skansen i Stockholm av J. Julius. För koreografin svarade Axel Witzansky och Isaac Grünewald engagerades som scenograf för revyscenerna. 
Som förlaga anges Gösta Ekmans memoarer Den tänkande August som utgavs 1928 - detta överensstämmer dock inte med filmens handling. Samtidigt med inspelningen gjordes en tysk version med titeln Mach' mir die Welt zum Paradies.

## Rollista i urval
- Gösta Ekman – Gunnar Lanner

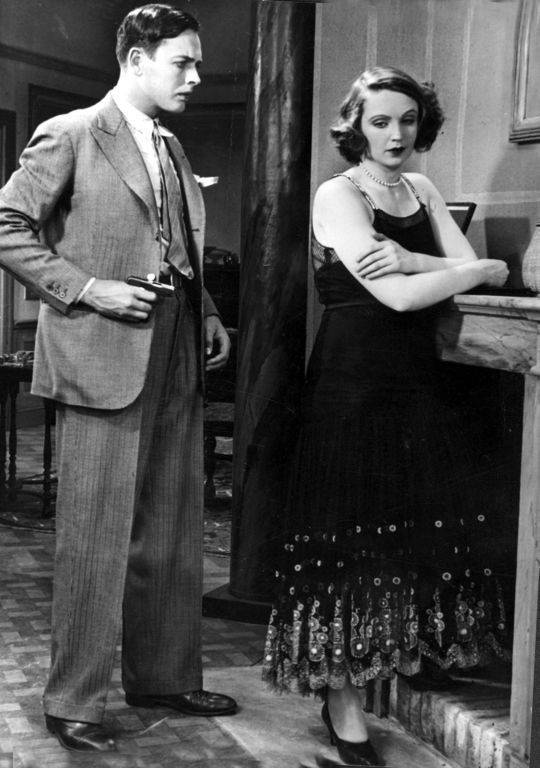
Inga Tidblad tillsammans med Håkan Westergren i För hennes skull.

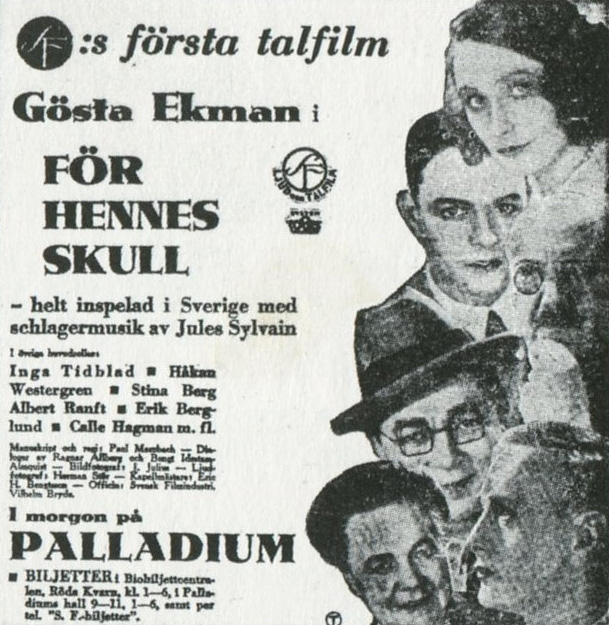
Annons i DN den 10 augusti 1930.

- Inga Tidblad – Isabella Löfgren, sekreterare på Revyteatrarnas agentur
- Håkan Westergren – Sigvard Löfgren Isabellas make, resande
- Stina Berg – fru Lanner, Gunnars mor, pälsvaruhandlare
- Erik "Bullen" Berglund – C.W. Brown, amerikansk manager
- Calle Hagman – Carl Hagman, komiker
- Albert Ranft – direktören för Nya Revyteatern
- Ragnar Arvedson – chefen för teateragenturen
- Torsten Winge – tankeläsaren
- Ragnar Billberg – Jocke, fotbollsspelare
- Ernst Fastbom – läkaren
- Sven Jerring – hallåmannen i radio
- Nils Ericson – revyartist
- Tor Borong – artist i teateragenturens väntrum
- Disa Gillis – flicka i teateragenturens väntrum
- Svea Bergstrand – balettflicka
- Dagmar Olsson – balettflicka

## Musik i filmen
- "Åh, Isabell" (Isabell, vill du bli min modell i kväll?), kompositör Jules Sylvain, text Karl-Ewert, sång Gösta Ekman
- "För hennes skull", kompositör Jules Sylvain, text Gösta Stevens, sång Gösta Ekman
- "Gubben Noak", text Carl Michael Bellman, klinkas instrumentalt på piano
- "Ljusterövalsen", kompositör Ernfrid Ahlin, text Ernfrid Ahlin och Sverker Ahde, framförs på dragspel
- "Are You Listening To-Night", kompositör Jules Sylvain, text Karl-Ewert
- "Björneborgarnas marsch" (Porilaisten marssi), kompositör Christian Fredrik Kress, svensk text Johan Ludvig Runeberg, framförs av Carl Hagman på munspel och kastanjett
- "Là ci darem la mano" (Du skall ej fruktan bära/Räck mig din hand min sköna ur Don Giovanni), kompositör Wolfgang Amadeus Mozart, text Lorenzo Da Ponte, svensk text 1813 Carl Gustaf Nordforss svensk text 1856 Wilhelm Bauck nyare svensk text Herbert Sandberg svensk text 1961 Erik Lindegren, sång Gösta Ekman
- "Stäppens vilda sång", framförs av Carl Hagman på munspel och kastanjett
- "Då reser jag med Klara till Sahara", kompositör Tom Wilson, sång Carl Hagman
- "Zeppelin-valsen", kompositör Jules Sylvain och Fred Winter, text Valdemar Dalquist
- "Låt oss göra livet till en sommardag", kompositör Jules Sylvain, text Karl-Ewert

## DVD
Filmen gavs ut på DVD 2017.